# 宮塚町 (名古屋市)
宮塚町（みやつかちょう）は、愛知県名古屋市中村区の地名。丁番を持たない単独町名である。住居表示未実施。

## 地理
名古屋市中村区の西部に位置し、東に小鴨町、西に岩塚町、南に岩塚本通、北に西栄町に接する。

## 世帯数と人口
2019年（平成31年）2月1日現在の世帯数と人口は以下の通りである。
| 町丁   | 世帯数  | 人口  |
| ------ | ------- | ----- |
| 宮塚町 | 186世帯 | 397人 |

## 学区
市立小・中学校に通う場合、学校等は以下の通りとなる。また、公立高等学校に通う場合の学区は以下の通りとなる。
| 番・番地等 | 小学校               | 中学校               | 高等学校 |
| ---------- | -------------------- | -------------------- | -------- |
| 全域       | 名古屋市立岩塚小学校 | 名古屋市立御田中学校 | 尾張学区 |

## 施設
- 宮塚公園

## その他

### 日本郵便
- 郵便番号 : 453-0845[3]（集配局：中村郵便局[8]）。